# Едіп Егіпетський

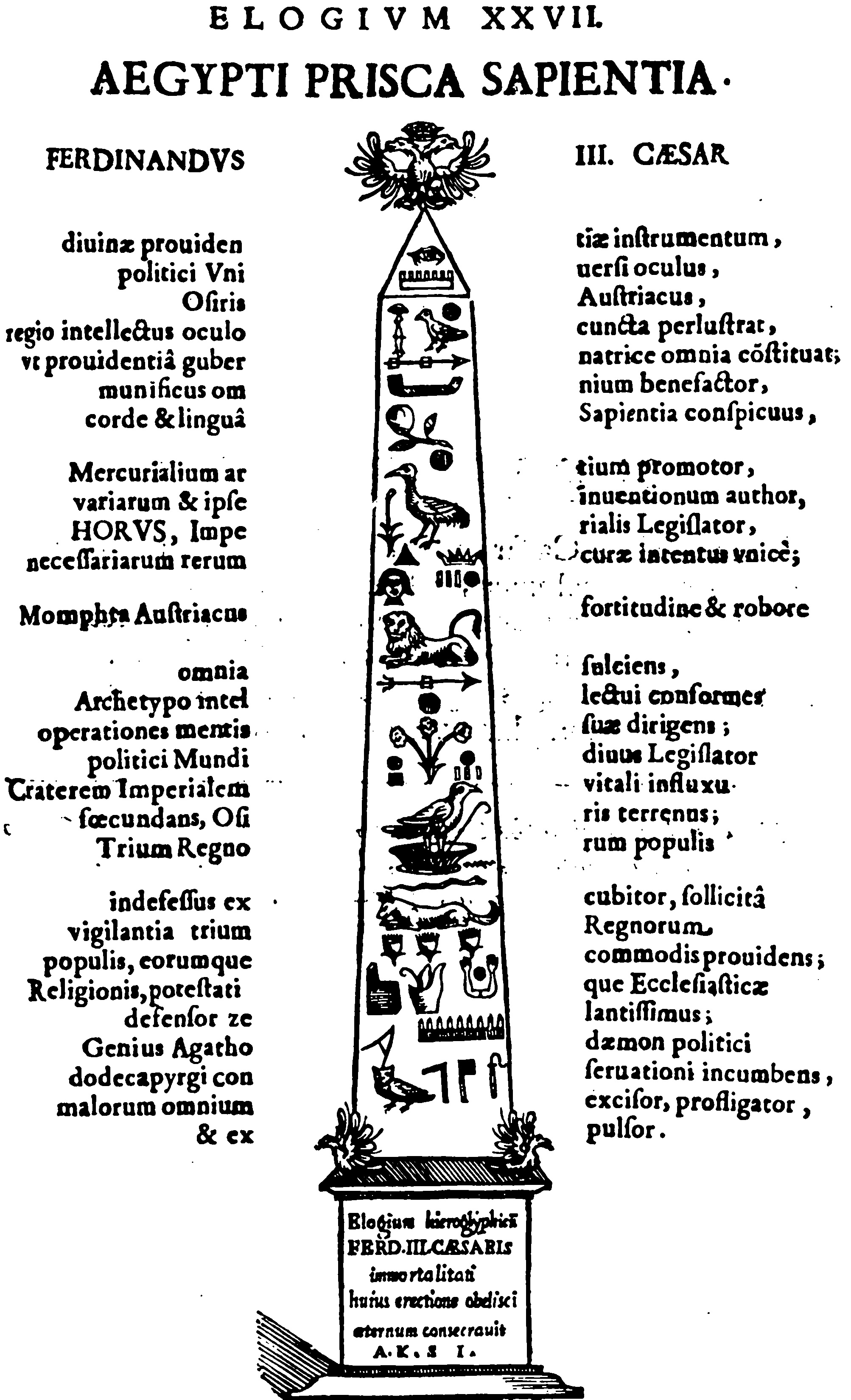
Вигадливий спосіб перекладу Кірхера виявляється в цій спробі створити панегірик своєму патрону Фердинанду III єгипетською мовою. У читанні Кірхера Око Гора та гліф, що зображує шахівницю (склад mn), тлумачаться як «інструмент божественного провидіння, око політичного всесвіту» (divinae providentiae instrumentum, politici Universi oculus)

«Едіп Егіпетський» — найголовніша робота Афанасія Кірхера з єгиптології.
Три повних фоліо-томів з вишуканими ілюстраціями та діаграмами були опубліковані в Римі протягом 1652—1654 років. Своїми джерелами Кірхер посилався на халдейську астрологію, єврейську каббалу, грецьку міфологію, піфагорійську математику, арабську алхімію та латинську філологію.

## Ієрогліфи
Третій том «Едіпа Егіпетського» присвячений виключно спробам Кірхера перекласти єгипетські ієрогліфи. Основним джерелом для дослідження Кірхером ієрогліфів була табличка Бембіна, названа так на честь її придбання кардиналом Бембо незабаром після пограбування Риму в 1527 році. Скрижаль Бембіне — це бронзова та срібна табличка із зображенням різних єгипетських богів і богинь. У центрі сидить Ісіда, яка представляє «поліморфну всеохоплюючу Універсальну Ідею».
«Едіп Егіпетський» Кірхера є прикладом синкретичної та еклектичної науки пізнього Відродження та представником антикварної науки до сучасної наукової ери. Його переклади ієрогліфічних текстів, як правило, були багатослівними та зловісними; наприклад, він переклав єгипетську фразу, яка часто зустрічається, dd Wsr, «Осіріс каже», як «Зрада Тифона закінчується на троні Ісіди, вологість природи охороняється пильністю Анубіса».
У сімнадцятому столітті Кірхера поважали за його дослідження єгипетських ієрогліфів; його сучасник сер Томас Браун (1605—1682), який володів кількома книгами Кірхера, у тому числі «Едіп Егіпетський», віддав належне йому як єгиптологу та його вивченню ієрогліфів:
But no man is likely to profound the ocean of that doctrine beyond that eminent example of industrious learning, Kircherus.— Але жодна людина не зможе поглибити океан цієї доктрини, окрім того видатного прикладу старанного навчання, Кірхера.
З іншого боку, сучасні фахівці з ієрогліфічного письма визнали працю Кірхера малоцінною. За словами Ернеста Альфреда Уолліс Баджа:
Many writers pretended to have found the key to the hieroglyphics, and many more professed, with a shameless impudence which is hard to understand in these days, to translate the contents of the texts into a modern tongue.  Foremost among such pretenders must be mentioned Athanasius Kircher, who, in the 17th century, declared that he had found the key to the hieroglyphic inscriptions; the translations which he prints in his Oedipus Aegyptiacus are utter nonsense, but as they were put forth in a learned tongue many people at the time believed they were correct.— Багато письменників вдавали, ніби знайшли ключ до ієрогліфів, і ще багато хто з безсоромною нахабністю, яку важко зрозуміти в наші дні, стверджували, що перекладають зміст текстів сучасною мовою. Перш за все, серед таких претендентів слід згадати Афанасія Кірхера, який у XVII столітті заявив, що він знайшов ключ до ієрогліфічних написів; переклади, які він друкує в своєму «Едіпі Егіпетському», є цілковитою нісенітницею, але оскільки вони були викладені вченою мовою, багато людей того часу вважали їх правильними.
Точне значення єгипетських ієрогліфів не було розшифровано до 1824 року, коли Жан-Франсуа Шампольйон нарешті розгадав загадку завдяки дослідженню Розеттського каменю.
У 1999 році Женевський університет виставив один із величезних фоліантів Едіпа Егіпетського на виставці до сторіччя Хорхе Луїса Борхеса як представника книг, пов'язаних з аргентинським автором.